# Alto Paraíso de Goiás
Alto Paraíso de Goiás es un municipio brasileño ubicado en el nordeste del estado de Goiás. La ciudad pertenece a la Chapada dos Veadeiros y, desde 2001, al Área de Protección Ambiental (APA) de Pouso Alto. Está ubicada a unos 230 km de Brasilia/DF y a unos 412 km de Goiânia/GO. Situada en la Meseta Central de Brasil, en una región caracterizada por el bioma del cerrado, ofrece diversas atracciones naturales relacionadas al ecoturismo.

## Acceso a la municipalidad
El acceso a la ciudad ocurre por intermedio de la carretera GO-118/BR-010. Si el punto de origen es Brasilia, Distrito Federal, que es la capital brasileña más cercana de Alto Paraíso y la ciudad de donde parte la mayoría de turistas para la Chapada dos Veadeiros, el conductor deberá elegir la salida norte del DF y, posteriormente, atravesar el pueblo de São Gabriel y la municipalidad de São João d'Aliança, ambos en el estado de Goiás.
Hay también líneas regulares y diarias de autobuses que salen del Distrito Federal hacia Alto Paraíso de Goiás, desde el Terminal Interestatal de Brasilia.
La ciudad de Alto Paraíso dispone de un pequeño aeropuerto, pero no recibe grandes líneas comerciales de aviación. Aparentemente, la pista es utilizada sólo para jets más pequeños o fletados.
De una manera crescente, hay ciclistas que recorren las carreteras GO-118 y GO-239, en los tramos que corresponden, respectivamente, a Brasilia-Alto Paraíso y a Alto Paraíso-São Jorge. Sin embargo, es importante recordar que sólo el segundo trayecto dispone de una ciclofaja en toda su extensión.
El camino para el pueblo de São Jorge ocurre en una bifurcación de la carretera GO-118/BR-010, que ofrece acceso a la carretera GO-239, dirección oeste; esta entrada está ubicada al lado de la ciudad de Alto Paraíso. El tramo entre Alto Paraíso y São Jorge tiene cerca de 35km: antes un camino de tierra, fue completamente asfaltado y, como dicho, dispone de una pista específica para ciclistas. 

## Turismo

### Ciudad de Alto Paraíso
La ciudad de Alto Paraíso está ubicada a unas decenas de quilómetros del Parque Nacional da Chapada dos Veadeiros. La ciudad de Alto Paraíso cuenta con una infraestructura urbana más desarrollada que la del pueblo de São Jorge, ya que dispone de una cantidad más grande de posadas, bares, restaurantes, tiendas, pequeñas plazas, bancos, cajeros automáticos, mercados, farmacias, panaderías etc.
Además, la ciudad de Alto Paraíso representa un punto estratégico dentro de la Chapada dos Veadeiros, por estar próxima y más equidistante de numerosos cascadas, bosques y senderos - mientras que el pueblo de São Jorge, si bien que constituya una atracción interesante, es más aislado de varios otros puntos turísticos de la Chapada.
En lo que se refiere a las atracciones ecoturísticas en las cercanías de la ciudad de Alto Paraíso, pueden ser destacadas las siguientes:
- el Parque Nacional da Chapada dos Veadeiros, ya mencionado;
- la Cascada de São Bento;
- la Cascada del Cristal (también conocida como "de los Cristales");
- el Cerro de la Baleia (ballena);
- la Catarata de los Couros;
- la Cascada Almécegas I;
- la Cascada Almécegas II;
- la Cascada Loquinhas;
- el Vale da Lua (valle de la luna);
- el Poço Encantado (pozo encantado);
- el Jardín de Maytreia;
- la Cascada del Segredo;
- la Cascada Raizama;
- la Cascada Santa Bárbara;
- la Cascada del Macaquinho (monito);
- la Cascada Carioquinhas;
- la Cascada Anjos e Arcanjos;
- el Cañón del Río Preto;
- el Sertão Zen;
- la cascada del valle del Río Macaco;
- la Cascada de la Muralha (muralla).

La ciudad de Alto Paraíso también dispone de algunas atracciones turísticas urbanas, como:
- la Avenida Ary Valadão Filho, principal vía urbana que concentra diversas tiendas, bares, restaurantes y actividades culturales;
- la Plaza del Skate;
- la Plaza del Bambú;
- la Plaza del Terminal de Autobuses;
- el cerrado alrededor de la pista del aeropuerto de Alto Paraíso, ubicada a unos pocos quilómetros de la ciudad;
- el gimnasio deportivo de la ciudad, ubicado al lado del ayuntamiento;
- el pueblo quilombola del Moinho, comunidad ubicada a unos pocos quilómetros de Alto Paraíso y conocida por sus conocimientos tradicionales y por el pequeño comercio de productos artesanales típicos de la región;
- paseos en globo (balonismo) proporcionado por empresas privadas;
- festivales gastronómicos, culturales y de música, que ocurren a lo largo del año y que tienen una programación variada; y
- incontables actividades y terapias alternativas o místicas, disponibles en varios puntos de la ciudad.

Para más informaciones sobre otras atracciones actuales, acceda al sitio de la prefectura de Alto Paraíso.

### Pueblo de São Jorge y Parque Nacional da Chapada dos Veadeiros
Todavía dentro del municipio de Alto Paraíso, pero lejos de la ciudad, está establecido en pueblo de São Jorge, al lado de la entrada del Parque Nacional da Chapada dos Veadeiros. El pueblo de São Jorge tiene una estructura más rústica y caminos de tierra, abarcando unas pocas casas y algunos cámpines, posadas, restaurantes y bares. Es una destinación especialmente recomendada para las personas que desean un ambiente natural aislado de los grandes centros urbanos. Sin embargo, se debe advertir que el pueblo también suele recibir una grande cantidad de jóvenes y de estudiantes universitarios, especialmente en festivos o en temporada de vacaciones, lo que transforma el pueblo en un punto frecuente, en eses períodos, de pequeñas fiestas y de coches que hacen mucho ruido.
El parque nacional ofrece bellísimos paisajes y atracciones naturales, así como diferentes opciones de cascadas y de senderos con distancias variables. Sin embargo, los visitantes deben atentar para el hecho de que algunas rutas pueden ampliarse por varios quilómetros en terreno bastante irregular, con subidas y bajadas, razón por la cual es recomendable que los turistas dispongan de algún nivel de condicionamiento físico antes de elegir itinerarios más largos. De toda manera, senderos y cascadas accesibles también están disponibles en prácticamente todas las partes de la Chapada dos Veadeiros; se pueden obtener informaciones sobre ello con los equipos de las posadas y con los guías turísticos de la región.

### Temporadas y precauciones
La mejor temporada para turismo en la región de la Chapada dos Veadeiros es la estación seca en el cerrado de Goiás, entre los meses de mayo y septiembre de cada año. En la estación lluviosa, especialmente entre octubre y marzo, es recomendable que los turistas consulten a los equipos de los hoteles y posadas, así como a los guías turísticos, con respecto a la existencia de lluvia en la cabecera de algunas cascadas, notadamente en el Vale da Lua.
Excepcionalmente, algunos senderos más largos, difíciles o distantes de la ciudad pueden envolver un nivel intermedio de riesgo, razón por la cual puede ser obligatorio el acompañamiento de un guía turístico, por razones de seguridad en el paseo. En caso de dúvida, el Centro de Atención al Turista (CAT) de Alto Paraíso de Goiás podrá ser consultado.

## Clima
Alto Paraíso de Goiás es considerada una de las ciudades más altas y frías del estado de Goiás (juntamente con Cristalina, que está a 1.189 metros de altitud) y posee un clima Tropical de montaña, siendo seco y frío en el invierno y ameno y húmedo en el verano. La diferencia es que el invierno de Alto Paraíso de Goiás consiste en madrugadas frías y días amenos (entre 5 °C y 26 °C); pero ya en Cristalina las temperaturas mínimas no son, sin embargo las máximas son bajas todo el año, principalmente en el otoño e inicio del invierno (entre 11 °C y 20 °C).
En el invierno, las mínimas pueden alcanzar fácilmente los 5 °C y las máximas pueden no pasar de los 20 °C. Normalmente, en el invierno es común tener grandes amplitudes térmicas. (Temperaturas típicas de un día de invierno: mín. 7 °C/máx.24 °C) .Hay casos excepcionales en que las mínimas pueden ser inferiores la 4 °C. (Temperaturas típicas de un día de otoño: mín. 9 °C/máx.23 °C)
En el verano, las mínimas están un poco más altas, en torno de los 16 °C y las máximas, amenas (en torno de los 23 °C). (Temperaturas típicas de un día de verano en días lluviosos: mín. 16 °C/máx.21 °C; Temperaturas típicas de un día de verano en días con cielo claro: mín. 15 °C/máx.25 °C). En primavera son registradas las mayores temperaturas del año, pues las mínimas pueden estar próximas de los 16 °C y las máximas, alcanzar los 34 °C. La mayor mínima registrada fue de 19 °C en septiembre de 2007 y la mayor máxima, de 35 °C también en septiembre de 2007. (Temperaturas típicas de un día de primavera: mín. 13 °C/máx.28 °C). 
La humedad relativa del aire durante el día en el invierno y parte de la primavera puede caer a menos de 15%, pudiendo alcanzar niveles críticos.
Resumiendo:
→Temperaturas típicas de un día de invierno: mín. 7 °C/máx. 24 °C;
→Temperaturas típicas de un día de primavera: mín. 13 °C/máx. 28 °C;
→Temperaturas típicas de un día de verano: mín. 15 °C/máx. 25 °C;
→Temperaturas típicas de un día de otoño: mín. 9 °C/máx. 23 °C.

## Datos de registros climatológicos
Debido al clima tropical de montaña, Alto Paraíso de Goiás posee madrugadas de invierno frías, pues las temperaturas mínimas en esa época del año pueden alcanzar los 4 °C o hasta menos en los puntos más altos. Pero en el invierno, son comunes temperaturas mínimas que varían entre 4 °C y 9 °C. Incluso estando en el invierno la región puede poseer algunos períodos de días calientes con temperaturas que pueden llegar a los 28 °C. 
Cuando la noche es de cielo estrellado a finales de otoño y durante todo el invierno, es sinónimo de muy frío en la madrugada, principalmente en los municipios de altitud elevada como es el caso de la bellísima Alto Paraíso de Goiás. El ápice del frío va de las 05:00 en las 06:30 de la mañana. A partir de las 06:30 a. m. ya inicia el proceso de calentamiento. Lo mismo ocurre con las tardes: tarde de cielo limpérrimo en el invierno y gran parte de la primavera es sinónimo de calor y baja humedad por la tarde. Pero la ventaja de ciudades con clima Tropical de Montaña es que las máximas están más bajas.

## Educación
En Alto Paraíso de Goiás se encuentra Bona Espero.